# Thalia (botanique)
Genre
Classification phylogénétique

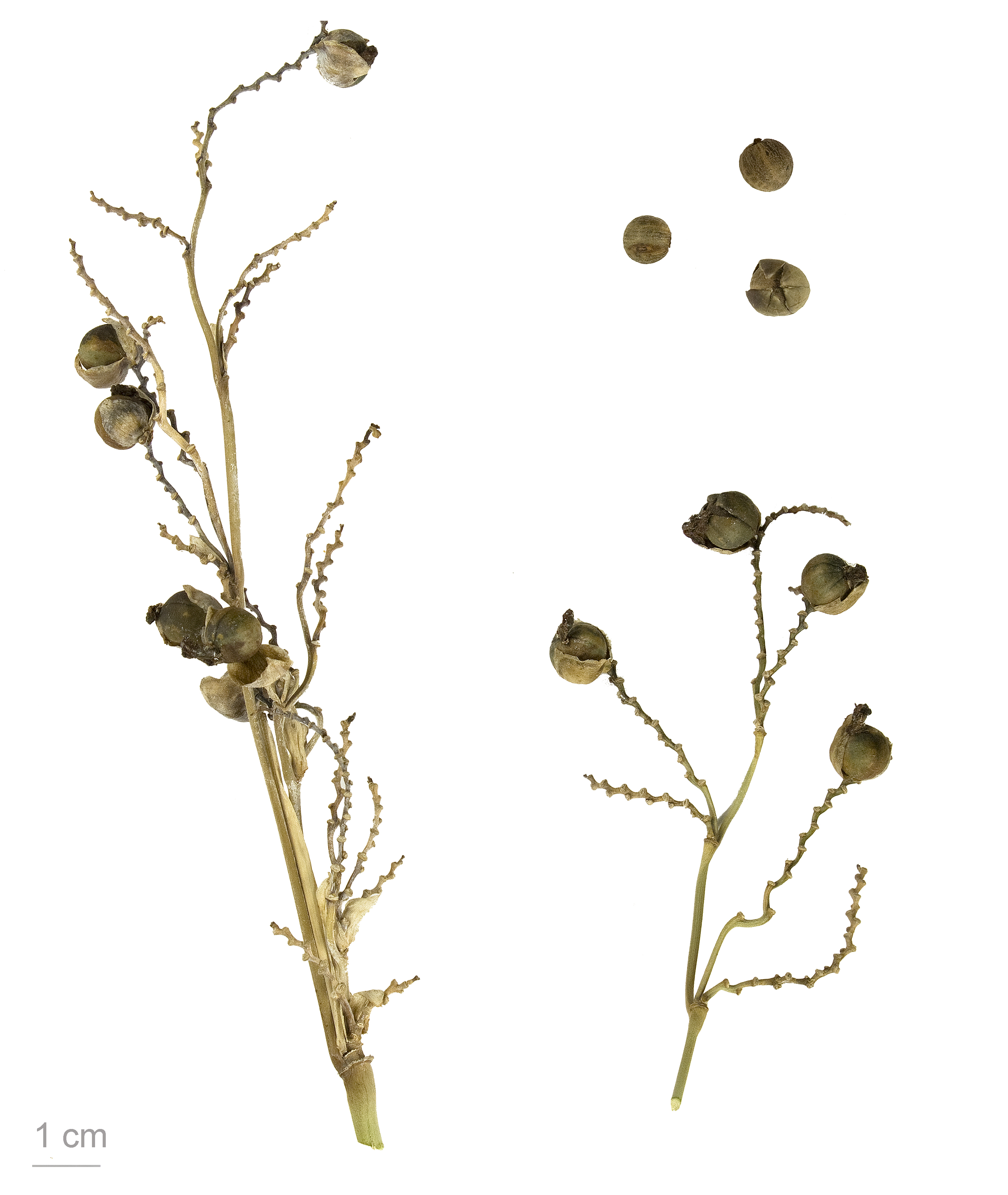
Thalia dealbata
Muséum de Toulouse

Les thalies sont des plantes du genre Thalia et de la famille des Marantacées originaires d'Amérique et d'Afrique tropicale.

## Description
Les thalies sont des plantes rhizomateuses, vivaces de milieux humides ou aquatiques.
Les inflorescences terminales paniculées sont portées par une longue tige.
Les fleurs, sessiles, par paire sur un rachis en zigzag, portent un calice de trois sépales libres, de forme et de taille identiques, une corolle au tube très court à cinq pétales irréguliers, une étamine fertile et trois staminoïdes, un style terminé par un stigmate à deux lèvres, un ovaire infère à un seul locule.
Le fruit est une arille avec une graine de forme sphérique.

## Distribution
Toutes les thalies sont originaires d'Amérique tropicale, du Mexique à l'Argentine et d'Afrique tropicale, de la Sierra Leone au Congo.
L'usage ornemental des deux principales espèces - Thalia dealbata et Thalia geniculata - les a répandues à l'ensemble du globe.

## Liste des espèces
La liste des espèces est tirée principalement de l'index The Plant List, avec des indications des index du jardin botanique du Missouri et de l'index IPNI (International Plant Names Index), à la date d'août 2012. Les espèces retenues dans le genre sont en caractères gras :
- Thalia altissima Klotzsch (1848) : voir Thalia geniculata var. glabrescens Körn.
- Thalia andersonii K.Schum. (1902) : voir Thalia pavonii Körn.
- Thalia angustifolia C.Wright ex Griseb. (1866) : voir Thalia geniculata L.
- Thalia angustifolia Peters : homonyme remplacé par Thalia petersiana K.Schum.
- Thalia barbata Small (1903) : voir Thalia dealbata Fraser ex Roscoe
- Thalia bicolor (Ker Gawl.) K.Koch (1857) : voir Maranta bicolor Ker Gawl.
- Thalia brachystachys K.Koch (1857) : voir Sarcophrynium brachystachys K.Schum.
- Thalia caerulea Ridl. (1887) : voir Thalia geniculata L.[1]
- Thalia canniformis G.Forst. (1786) : voir Donax canniformis (G.Forst.) K.Schum.
- Thalia coarctata Herb. Vindobonensis ex Petersen (1890) : voir Myrosma cuyabensis (Körn.) K.Schum. - synonymes : Maranta cuyabensis Körn., Saranthe cuyabensis (Körn.) Eich.
- Thalia colorata Vell. (1829) : voir Maranta bicolor Ker Gawl.
- Thalia composita K.Koch (1857) : voir Saranthe composita (K.Koch) K.Schum. - synonymes : Maranta composita (K.Koch) Körn., Phrynium compositum (K.Koch) Link ex Körn.
- Thalia concolor Horan. (1862) : voir Maranta bicolor Ker Gawl.
- Thalia dealbata Fraser ex Roscoe (1807) - synonymes : Malacarya dealbata (Fraser ex Roscoe) Raf., Maranta dealbata (Fraser ex Roscoe) A.Dietr., Peronia stricta F.Delaroche, Spirostylis biflora Raf., Thalia barbata Small
- Thalia dealbata Hort. ex Link (1820) : voir Clinogyne dichotoma (Roxb.) Salisb. - Homonyme illégal de Thalia dealbata Fraser ex Roscoe - synonymes : Maranta dichotoma (Roxb.) Wall., Phrynium dichotomus Roxb., Schumannianthus dichotomus (Roxb.) Gagnep., Thalia dichotoma (Roxb.) Roxb. ex Link
- Thalia densibracteata Petersen (1890)
  - Thalia densibracteata var. angustissima Suess. (1938)
- Thalia dichotoma (Roxb.) Roxb. ex Link (1820) : voir Clinogyne dichotoma (Roxb.) Salisb. - synonymes : Maranta dichotoma (Roxb.) Wall., Phrynium dichotomus Roxb., Schumannianthus dichotomus (Roxb.) Gagnep., Thalia dealbata Hort. ex Link
- Thalia dipetala Gagnep. (1904) : voir Thalia geniculata L.
- Thalia divaricata Chapm. (1860) : voir Thalia geniculata L.
- Thalia erecta Vell. (1829) : voir Thalia geniculata L.
- Thalia farinosa Brongn. (1859) : voir Ischnosiphon leucophaeus (Poepp. & Endl.) Körn. - synonymes : Calathea leucophaea Poepp. & Endl., Hymenocharis farinosa (Brongn.) Kuntze, Hymenocharis leucophaea (Poepp. & Endl.) Kuntze
- Thalia geniculata L. (1753) - synonymes : Maranta flexuosa C.Presl, Maranta geniculata (L.) Lam., Renealmia erecta (Vell.) D.Dietr., Renealmia erecta (Vell.) D.Dietr., Renealmia geniculata (L.) D.Dietr., Thalia altissima Klotzsch, Thalia angustifolia C.Wright ex Griseb., Thalia caerulea Ridl., Thalia dipetala Gagnep., Thalia divaricata Chapm., Thalia erecta Vell., Thalia schumanniana De Wild., Thalia trichocalyx Gagnep.
  - Thalia geniculata var. glabrescens Körn. (1862) - synonyme : Thalia altissima Klotzsch[2]
  - Thalia geniculata var. pubescens Körn. (1862)
  - Thalia geniculata f. rheumoides Shuey (1975)
  - Thalia geniculata var. villosa Körn. ex K.Schum. (1902)
- Thalia glumacea K.Koch (1857) : voir Maranta glumacea (K.Koch) Van Houtte ex Körn. - synonyme : Saranthe glumacea (K.Koch) K.Schum.
- Thalia hexantha Poepp. & Endl. (1838) : voir Hylaeanthe hexantha (Poepp. & Endl.) A.M.E.Jonker & Jonker - synonymes : Maranta hexantha (Poepp. & Endl.) D.Dietr., Myrosma hexantha (Poepp. & Endl.) Schum.
- Thalia latifolia (Willd. ex Link) Link (1820) : voir  Calathea latifolia (Willd. ex Link) Klotzsch - synonymes : Alpinia latifolia Willd. ex Link, Calathea lanceolata Körn., Goeppertia latifolia (Willd. ex Link) Borchs. & see Suárez Suarez, Luz Stella, Phyllodes platyphylla Kuntze
- Thalia leptostachya (Regel & Körn.) K.Koch -(1857) : voir Saranthe leptostachya (Regel & Körn.) Eichler - synonymes : Maranta leptostachya Regel & Körn., Phrynium leptostachyum (Regel & Körn.) K.Koch
- Thalia linkiana Steudn. (1857) : voir Saranthe composita (K.Koch) K.Schum. - synonymes :Maranta linkiana (Steudn.) Körn., Maranta mischanta Vell., Phrynium compositum (K.Koch) Link ex Körn.[3]
- Thalia luschnathiana K.Koch ex Horan. (1862) : voir Ctenanthe luschnathiana (Regel & Körn.) Eichler - synonymes : Maranta luschnathiana Regel & Körn., Phrynium luschnathiana (Regel & Körn.) K.Koch
- Thalia lutea (Jacq.) Steudn. (1857) : voir Maranta jacquinii Roem. & Schult. - synonymes : Maranta lutea Jacq.[4],Stromanthe lutea (Jacq.) Eichler
- Thalia marantifolia Vell. (1829) : voir Ctenanthe marantifolia (Vell.) J.M.A.Braga & H.Gomes - synonymes : Ctenanthe pilosa (Schauer) Eichler, Renealmia marantifolia (Vell.) D.Dietr., Thalia steudneri K.Koch ex Körn.
- Thalia multiflora Horkel ex Körn. (1862) - synonymes : Calathea macrostachya Griseb., Phyllodes grisebachiana (Griseb.) Kuntze
- Thalia nemorosa Willd. ex Link (1820) : voir Heliconia psittacorum L.f.
- Thalia pavonii Körn. (1862) - synonyme : Thalia andersonii K.Schum.
- Thalia peterseniana K.Schum. (1902) : voir Thalia petersiana K.Schum. - mauvaise appellation lors du renommage de l'homonyme Thalia angustifolia Peters (Karl Moritz Schumann a confondu Wilhelm Carl Hartwig Peters avec Severin Petersen ou Otto Georg Petersen)
- Thalia petersiana K.Schum. (1902)
- Thalia pilosa (Humb. ex Link) K.Koch (1857) : voir Stromanthe tonckat (Aubl.) Eichler - synonymes : Maranta angustifolia Sims, Maranta pilosa Humb. ex Link, Maranta tonckat Aubl., Thalia pubescens Willd. ex Link, Thalia racemosa Humb. ex Link
- Thalia pubescens Willd. ex Link (1820) : voir Stromanthe tonckat (Aubl.) Eichler - synonymes : Maranta angustifolia Sims, Maranta pilosa Humb. ex Link, Maranta tonckat Aubl., Thalia pilosa (Humb. ex Link) K.Koch, Thalia racemosa Humb. ex Link
- Thalia racemosa Humb. ex Link (1820) : voir Stromanthe tonckat (Aubl.) Eichler - synonymes : Maranta angustifolia Sims, Maranta pilosa Humb. ex Link, Maranta tonckat Aubl., Thalia pilosa (Humb. ex Link) K.Koch, Thalia pubescens Willd. ex Link
- Thalia rotundifolia (Körn.) K.Koch ex Horan. (1862) : voir Calathea orbifolia (Linden) H.A.Kenn. - synonymes : Maranta rotundifolia Körn., Phyllodes rotundifolia (Körn.) Kuntze
- Thalia sanguinea (Sond.) Lem. (1852) : voir Stromanthe thalia (Vell.) J.M.A.Braga - synonymes : Heliconia thalia Vell., Maranta sanguinea (Sond.) Planch., Maranta spectabilis (Lem.) Körn., Phrynium sanguineum (Sond.) Hook., Stromanthe sanguinea Sond., Stromanthe spectabilis Lem., Thalia spectabilis Lem.
- Thalia schumanniana De Wild. (1904) : voir Thalia geniculata L.
- Thalia selloi K.Koch (1857) : voir Ctenanthe compressa (A.Dietr.) Eichler - synonymes : Ctenanthe luschnathiana (Regel & Körn.) Eichler, Maranta compressa A.Dietr., Maranta luschnathiana Regel & Körn., Maranta selloi (K.Koch) Körn., Phacelophrynium exorbitans K.Larsen, Phrynium compressum (A.Dietr.) K.Koch, Phrynium luschnathiana (Regel & Körn.) K.Koch, Thalia luschnathiana (Regel & Körn.) K.Koch ex Horan.
- Thalia setosa (Roscoe) K.Koch (1857) : voir Ctenanthe setosa (Roscoe) Eichler - synonymes : Maranta secunda Graham, Maranta setosa (Roscoe) A.Dietr., Myrosma setosa (Roscoe) Benth., Phrynium hirsutum Körn., Phrynium setosum Roscoe, Phrynium thyrsiflorum Petersen, Stromanthe setosa (Roscoe) Gris
- Thalia spectabilis Lem. (1854) : voir Stromanthe thalia (Vell.) J.M.A.Braga - synonymes : Heliconia thalia Vell., Maranta sanguinea (Sond.) Planch., Maranta spectabilis (Lem.) Körn., Phrynium sanguineum (Sond.) Hook., Stromanthe sanguinea Sond., Stromanthe spectabilis Lem., Thalia sanguinea (Sond.) Lem.
- Thalia steudneri K.Koch ex Körn. (1862) : voir Ctenanthe marantifolia (Vell.) J.M.A.Braga & H.Gomes - synonymes : Renealmia marantifolia (Vell.) D.Dietr.
- Thalia sylvestris Willd. ex Schult. (1822) - classement indéterminé[5]
- Thalia trichocalyx Gagnep. (1904) : voir Thalia geniculata L.
- Thalia tuberosa Vell. (1829) : voir Calathea tuberosa (Vell.) Körn. - synonymes : Phrynium tuberosum (Vell.) K.Koch, Phyllodes tuberosa (Vell.) Kuntze, Renealmia tuberosa (Vell.) D.Dietr.
- Thalia unilateralis Poepp. & Endl. (1838) : voir Hylaeanthe unilateralis (Poepp. & Endl.) A.M.E.Jonker & Jonker - synonymes : Maranta unilateralis (Poepp. & Endl.) D.Dietr., Myrosma uleana Loes., Myrosma unilateralis (Poepp. & Endl.) Benth. ex B.D.Jacks., Saranthe unilateralis (Poepp. & Endl.) Eichler
- Thalia welwitschii Ridl. (1887) : voir Thalia geniculata L.

## Historique
Charles Plumier décrit un genre Cortusa en 1703, en hommage à Jacobus Antonius Cortusus, botaniste de Padoue du XVIe siècle, avec une espèce Cortusa arundinacea, amplis cannacori foliis, espèce qui deviendra Thalia geniculata.
En 1753, Carl von Linné reprend la description de Charles Plumier et renomme le genre Cortusa en Thalia en hommage à Johannes Thal, médecin et botaniste allemand du XVIe siècle, et l'espèce type en Thalia geniculata. Il avait déjà attribué le nom de Cortusa à un autre genre de la famille des Primulacées.
En 1819, Constantine Samuel Rafinesque déplace plusieurs espèces dans des genres spécifiques qu'il crée - Malacaria, Spirothalis : ces genres sont considérés actuellement comme synonymes du genre Thalia.
En 1902, Karl Moritz Schumann réalise une révision du genre. Il distingue quatre sous-genres :
- Euthalia avec Thalia dealbata Fraser ex Roscoe et Thalia multiflora Horkel ex Körn.
- Arthrothalia avec Thalia geniculata L.
- Sarothalia avec Thalia petersiana K.Schum. et Thalia densibracteata Petersen
- Anomothalia avec Thalia pavonii Körn.

Cette révision est la plus complète du genre avant les études phylogénétiques.

## Position taxinomique
Peu de genres présentent à la fois une telle synonymie et une telle proportion d'espèces déplacées plusieurs fois (jusqu'à cinq fois).
Les genres Malacaria Raf., Spirothalis Raf. sont totalement synonymes, le genre Phyllodes Lour. partiellement.
Sur les 60 taxons nommés, seuls six sont finalement conservés dans le genre (avec des variétés).